# Heather Mitts
Heather Blaine Mitts (9 de junio de 1978, Cincinnati, Ohio) es una exfutbolista estadounidense. Jugó para la University of Florida y para el Philadelphia Charge, un equipo de la Women's United Soccer Association. Fue también parte del equipo de fútbol que ganó una medalla de oro en los Juegos Olímpicos en 2004 y el que salió segundo en la Copa Algarve 2006. Anunció su retiro del fútbol vía Twitter el 13 de marzo de 2013.